# 小行星列表/123001-123100
| 名稱         | 臨時編號   | 發現日期      | 發現地點 | 發現者                 |
| ------------ | ---------- | ------------- | -------- | ---------------------- |
| 小行星123001 | 2000 SV253 | 2000年9月24日 | 索科罗   | 林肯近地小行星研究小组 |
| 小行星123002 | 2000 SS255 | 2000年9月24日 | 索科罗   | 林肯近地小行星研究小组 |
| 小行星123003 | 2000 SC258 | 2000年9月24日 | 索科罗   | 林肯近地小行星研究小组 |
| 小行星123004 | 2000 SH258 | 2000年9月24日 | 索科罗   | 林肯近地小行星研究小组 |
| 小行星123005 | 2000 SZ258 | 2000年9月24日 | 索科罗   | 林肯近地小行星研究小组 |
| 小行星123006 | 2000 SD259 | 2000年9月24日 | 索科罗   | 林肯近地小行星研究小组 |
| 小行星123007 | 2000 SD260 | 2000年9月24日 | 索科罗   | 林肯近地小行星研究小组 |
| 小行星123008 | 2000 SJ260 | 2000年9月24日 | 索科罗   | 林肯近地小行星研究小组 |
| 小行星123009 | 2000 ST260 | 2000年9月24日 | 索科罗   | 林肯近地小行星研究小组 |
| 小行星123010 | 2000 SF262 | 2000年9月25日 | 索科罗   | 林肯近地小行星研究小组 |
| 小行星123011 | 2000 SL262 | 2000年9月25日 | 索科罗   | 林肯近地小行星研究小组 |
| 小行星123012 | 2000 SQ262 | 2000年9月25日 | 索科罗   | 林肯近地小行星研究小组 |
| 小行星123013 | 2000 SV264 | 2000年9月26日 | 索科罗   | 林肯近地小行星研究小组 |
| 小行星123014 | 2000 SB265 | 2000年9月26日 | 索科罗   | 林肯近地小行星研究小组 |
| 小行星123015 | 2000 SW265 | 2000年9月26日 | 索科罗   | 林肯近地小行星研究小组 |
| 小行星123016 | 2000 SA266 | 2000年9月26日 | 索科罗   | 林肯近地小行星研究小组 |
| 小行星123017 | 2000 SD266 | 2000年9月26日 | 索科罗   | 林肯近地小行星研究小组 |
| 小行星123018 | 2000 SG267 | 2000年9月27日 | 索科罗   | 林肯近地小行星研究小组 |
| 小行星123019 | 2000 SX268 | 2000年9月27日 | 索科罗   | 林肯近地小行星研究小组 |
| 小行星123020 | 2000 SV270 | 2000年9月27日 | 索科罗   | 林肯近地小行星研究小组 |
| 小行星123021 | 2000 SV272 | 2000年9月28日 | 索科罗   | 林肯近地小行星研究小组 |
| 小行星123022 | 2000 SX272 | 2000年9月28日 | 索科罗   | 林肯近地小行星研究小组 |
| 小行星123023 | 2000 SE273 | 2000年9月28日 | 索科罗   | 林肯近地小行星研究小组 |
| 小行星123024 | 2000 SM276 | 2000年9月30日 | 索科罗   | 林肯近地小行星研究小组 |
| 小行星123025 | 2000 SB279 | 2000年9月30日 | 索科罗   | 林肯近地小行星研究小组 |
| 小行星123026 | 2000 SZ279 | 2000年9月25日 | 索科罗   | 林肯近地小行星研究小组 |
| 小行星123027 | 2000 SC280 | 2000年9月27日 | 索科罗   | 林肯近地小行星研究小组 |
| 小行星123028 | 2000 SD282 | 2000年9月23日 | 索科罗   | 林肯近地小行星研究小组 |
| 小行星123029 | 2000 SO282 | 2000年9月23日 | 索科罗   | 林肯近地小行星研究小组 |
| 小行星123030 | 2000 SH283 | 2000年9月23日 | 索科罗   | 林肯近地小行星研究小组 |
| 小行星123031 | 2000 SN283 | 2000年9月23日 | 索科罗   | 林肯近地小行星研究小组 |
| 小行星123032 | 2000 SG286 | 2000年9月24日 | 索科罗   | 林肯近地小行星研究小组 |
| 小行星123033 | 2000 SJ286 | 2000年9月24日 | 索科罗   | 林肯近地小行星研究小组 |
| 小行星123034 | 2000 SG288 | 2000年9月26日 | 索科罗   | 林肯近地小行星研究小组 |
| 小行星123035 | 2000 SK288 | 2000年9月27日 | 索科罗   | 林肯近地小行星研究小组 |
| 小行星123036 | 2000 SO288 | 2000年9月27日 | 索科罗   | 林肯近地小行星研究小组 |
| 小行星123037 | 2000 SF289 | 2000年9月27日 | 索科罗   | 林肯近地小行星研究小组 |
| 小行星123038 | 2000 SH290 | 2000年9月27日 | 索科罗   | 林肯近地小行星研究小组 |
| 小行星123039 | 2000 SJ290 | 2000年9月27日 | 索科罗   | 林肯近地小行星研究小组 |
| 小行星123040 | 2000 SK291 | 2000年9月27日 | 索科罗   | 林肯近地小行星研究小组 |
| 小行星123041 | 2000 SP291 | 2000年9月27日 | 索科罗   | 林肯近地小行星研究小组 |
| 小行星123042 | 2000 SR291 | 2000年9月27日 | 索科罗   | 林肯近地小行星研究小组 |
| 小行星123043 | 2000 SV291 | 2000年9月27日 | 索科罗   | 林肯近地小行星研究小组 |
| 小行星123044 | 2000 SK292 | 2000年9月27日 | 索科罗   | 林肯近地小行星研究小组 |
| 小行星123045 | 2000 SO292 | 2000年9月27日 | 索科罗   | 林肯近地小行星研究小组 |
| 小行星123046 | 2000 SG294 | 2000年9月27日 | 索科罗   | 林肯近地小行星研究小组 |
| 小行星123047 | 2000 ST294 | 2000年9月27日 | 索科罗   | 林肯近地小行星研究小组 |
| 小行星123048 | 2000 SY294 | 2000年9月27日 | 索科罗   | 林肯近地小行星研究小组 |
| 小行星123049 | 2000 SA295 | 2000年9月27日 | 索科罗   | 林肯近地小行星研究小组 |
| 小行星123050 | 2000 SL295 | 2000年9月27日 | 索科罗   | 林肯近地小行星研究小组 |
| 小行星123051 | 2000 SN295 | 2000年9月27日 | 索科罗   | 林肯近地小行星研究小组 |
| 小行星123052 | 2000 SY295 | 2000年9月27日 | 索科罗   | 林肯近地小行星研究小组 |
| 小行星123053 | 2000 SV297 | 2000年9月28日 | 索科罗   | 林肯近地小行星研究小组 |
| 小行星123054 | 2000 SH298 | 2000年9月28日 | 索科罗   | 林肯近地小行星研究小组 |
| 小行星123055 | 2000 SR298 | 2000年9月28日 | 索科罗   | 林肯近地小行星研究小组 |
| 小行星123056 | 2000 SO300 | 2000年9月28日 | 索科罗   | 林肯近地小行星研究小组 |
| 小行星123057 | 2000 SP300 | 2000年9月28日 | 索科罗   | 林肯近地小行星研究小组 |
| 小行星123058 | 2000 SZ300 | 2000年9月28日 | 索科罗   | 林肯近地小行星研究小组 |
| 小行星123059 | 2000 SV301 | 2000年9月28日 | 索科罗   | 林肯近地小行星研究小组 |
| 小行星123060 | 2000 SZ301 | 2000年9月28日 | 索科罗   | 林肯近地小行星研究小组 |
| 小行星123061 | 2000 SV302 | 2000年9月28日 | 索科罗   | 林肯近地小行星研究小组 |
| 小行星123062 | 2000 SY302 | 2000年9月28日 | 索科罗   | 林肯近地小行星研究小组 |
| 小行星123063 | 2000 SL303 | 2000年9月28日 | 索科罗   | 林肯近地小行星研究小组 |
| 小行星123064 | 2000 SN303 | 2000年9月28日 | 索科罗   | 林肯近地小行星研究小组 |
| 小行星123065 | 2000 SY303 | 2000年9月30日 | 索科罗   | 林肯近地小行星研究小组 |
| 小行星123066 | 2000 SG304 | 2000年9月30日 | 索科罗   | 林肯近地小行星研究小组 |
| 小行星123067 | 2000 SZ304 | 2000年9月30日 | 索科罗   | 林肯近地小行星研究小组 |
| 小行星123068 | 2000 SJ305 | 2000年9月30日 | 索科罗   | 林肯近地小行星研究小组 |
| 小行星123069 | 2000 SS306 | 2000年9月30日 | 索科罗   | 林肯近地小行星研究小组 |
| 小行星123070 | 2000 SQ309 | 2000年9月24日 | 索科罗   | 林肯近地小行星研究小组 |
| 小行星123071 | 2000 ST310 | 2000年9月26日 | 索科罗   | 林肯近地小行星研究小组 |
| 小行星123072 | 2000 SE311 | 2000年9月26日 | 索科罗   | 林肯近地小行星研究小组 |
| 小行星123073 | 2000 SF311 | 2000年9月26日 | 索科罗   | 林肯近地小行星研究小组 |
| 小行星123074 | 2000 SG311 | 2000年9月26日 | 索科罗   | 林肯近地小行星研究小组 |
| 小行星123075 | 2000 SA312 | 2000年9月27日 | 索科罗   | 林肯近地小行星研究小组 |
| 小行星123076 | 2000 SK312 | 2000年9月27日 | 索科罗   | 林肯近地小行星研究小组 |
| 小行星123077 | 2000 SF313 | 2000年9月27日 | 索科罗   | 林肯近地小行星研究小组 |
| 小行星123078 | 2000 SZ313 | 2000年9月27日 | 索科罗   | 林肯近地小行星研究小组 |
| 小行星123079 | 2000 SG315 | 2000年9月28日 | 索科罗   | 林肯近地小行星研究小组 |
| 小行星123080 | 2000 SA316 | 2000年9月30日 | 索科罗   | 林肯近地小行星研究小组 |
| 小行星123081 | 2000 SN316 | 2000年9月30日 | 索科罗   | 林肯近地小行星研究小组 |
| 小行星123082 | 2000 SD319 | 2000年9月26日 | 索科罗   | 林肯近地小行星研究小组 |
| 小行星123083 | 2000 SL319 | 2000年9月26日 | 索科罗   | 林肯近地小行星研究小组 |
| 小行星123084 | 2000 SV319 | 2000年9月27日 | 索科罗   | 林肯近地小行星研究小组 |
| 小行星123085 | 2000 ST320 | 2000年9月30日 | 索科罗   | 林肯近地小行星研究小组 |
| 小行星123086 | 2000 SH321 | 2000年9月28日 | 伊德里亚 | Črni Vrh               |
| 小行星123087 | 2000 SQ327 | 2000年9月30日 | 索科罗   | 林肯近地小行星研究小组 |
| 小行星123088 | 2000 SU327 | 2000年9月30日 | 索科罗   | 林肯近地小行星研究小组 |
| 小行星123089 | 2000 SL328 | 2000年9月30日 | 基特峰   | 太空监视               |
| 小行星123090 | 2000 SQ328 | 2000年9月30日 | 基特峰   | 太空监视               |
| 小行星123091 | 2000 SE329 | 2000年9月27日 | 基特峰   | 太空监视               |
| 小行星123092 | 2000 SZ333 | 2000年9月26日 | 海勒卡拉 | 近地小行星追踪         |
| 小行星123093 | 2000 SD335 | 2000年9月26日 | 海勒卡拉 | 近地小行星追踪         |
| 小行星123094 | 2000 SL336 | 2000年9月26日 | 海勒卡拉 | 近地小行星追踪         |
| 小行星123095 | 2000 SV336 | 2000年9月26日 | 海勒卡拉 | 近地小行星追踪         |
| 小行星123096 | 2000 SJ338 | 2000年9月25日 | 基特峰   | 太空监视               |
| 小行星123097 | 2000 SE340 | 2000年9月24日 | 索科罗   | 林肯近地小行星研究小组 |
| 小行星123098 | 2000 SJ340 | 2000年9月24日 | 索科罗   | 林肯近地小行星研究小组 |
| 小行星123099 | 2000 SF342 | 2000年9月24日 | 索科罗   | 林肯近地小行星研究小组 |
| 小行星123100 | 2000 SC343 | 2000年9月24日 | 索科罗   | 林肯近地小行星研究小组 |